# 南通话
南通话通行於江蘇省南通市市区。地处北方方言和吴语的交界地带，语音和词汇上都有着双重特色，对于其属于官话还是吴语，也存在不少争议。由于南通话中已经没有全浊声母，所以目前南通话被归入江淮方言的通泰片。关于它的起源和形成，也有众多说法。

## 南通方言的形成
大约从公元4世纪起，在长江口黄海上相继出现了扶海洲、胡逗洲（壶豆洲）、南布洲、布洲、东洲等较大的沙洲。其中扶海洲约在南北朝后期即与江北大陆涨接，这就是今天的如东县地。胡逗洲（壶豆洲）即是今天的南通市市区、郊区及通州市西部地；南布洲约当今通州市金沙镇以东至三余镇五甲苴（jiē）一带；布洲则约当今启东市北部吕四港镇迤南一带；东洲在布洲以南，其地已坍没，约当今海门市东南部和启东市西南部。根据文献记载，六朝梁元帝承圣元年（公元552年）时，壶豆洲上即有流人煮盐为业。所谓流人，大抵指流放人犯。这些沙洲，隋时属海陵；唐初为盐亭场，属扬州广陵郡。唐开元十年（公元722年）设置盐官，属扬州海陵县，隶淮南道。因此，初期的流人可能来自扬州属地，洲上的方言当为古江淮话无疑。
到了公元8世纪三四十年代，由于军事上的需要，始在狼山驻军，狼山成为浙江西道管辖下的一个军事据点，胡逗洲及附近岛屿也就成为浙江西道常州辖地了。唐乾符二年（公元875年），于胡逗洲置狼山镇遏使，设防务机构，属浙西道节度使节制。由于这些岛屿改属常州管辖，从这时起，流人便多来自江南常州，即今常州、宜兴、无锡、江阴一带了。他们带来了古代常州一带的吴语，并与原先岛上通行的江淮方言接触、融合，形成了新的具有一定江淮话特色的吴语。公元10世纪初，胡逗洲与南布洲连成一片，始称静海洲，整个沙洲的范围向东扩展到大致今海门市包场镇一带。唐末，军阀姚存据静海、东洲（东布洲）二洲，为东洲镇·347·遏使。姚存卒，其子廷硅代之。唐亡，姚转向杨吴，姚廷硅任东洲静海军使，长江口上岛屿即成了杨吴之地。大约即在此前后，静海洲与北岸砂嘴涨接。长江口上岛屿转属杨吴后，引起了江南地区吴越国的不安。公元908年、913年和918年，吴越和吴（杨吴）两国曾4次进行了争夺长江口岛屿的战斗，这些岛屿最终为吴所据，东洲、静海洲也就成为淮南海陵郡（治今泰州市）管辖地了。
公元937年（吴天祚三年）南唐代吴，立静海都镇制置院，姚廷硅子彦洪为东洲静海都镇遏使。后周显德三年（公元956年）二月，周师克淮南，取南唐长江以北地，姚彦洪眼看在这儿再无立足之地，便带着家属、军士等一万多人离开静海投奔吴越去了（《十国春秋》、《资治通鉴·后周纪》）。姚氏为吴兴（今浙江湖州）人，其军士亦多吴兴子弟，姚氏三代统治长江口上岛屿长达半个世纪，军士和家属人数逾万，因此，古吴兴方言必定对当时人数并不多的这些岛上的方言产生过一定的影响。但是，吴兴与常州两地毗连，方言大体相近，因此，岛上方言并未发生根本变化。
后周显德五年（公元958年），升静海都镇为静海军，属扬州，旋改为通州，析其地为静海、海门二县。由于静海洲与大陆涨接并改属海陵郡管辖，静海人与江南人的交往日减，而与江北海陵，尤其是与其毗连的如皋等地的居民交往日渐频繁，同时也有大量的海陵人来往于两地之间，有的甚至定居这里。海陵作为这一带的行政、经济和文化中心，海陵方言自然也成了这一带的优势方言，因而对静海方言产生了重大的影响，最终导致了静海方言由吴语向江淮话的转化，以后逐渐发展成为今天的南通方言——一种具有许多吴语特点的江淮官话。而海门岛直至公元11世纪中叶（北宋庆历、皇祐间）始与通州东南涨接，在古代交通相对闭塞的情况下，其居民与岛外来往比较少，因而方言并未发生根本的变化，始终保持了吴语的特色。

## 語言特色
南通话残留了较多的吴语底层及有很多特色词汇。
南通话语音上一个很突出的特点是：古全浊声母不分平仄一律读成送气清音。根据这一点把它排除在全浊声母保存完好的吴语之外。这一特点也和附近的泰州、如东、如皋、等地方言类似，所以把这一带方言划为江淮方言（江淮官话）的通泰片。但南通话不能和这些地方通话，南通话的划分仍然存在争议，通常主张将其划分至江淮方言通泰片，但是有人认为将其独立出来，不列入江淮方言,而实际上南通方言是毗陵片吴方言和泰如方言的混合体.
声调有阴平、阳平、上声、阴去、阳去、阴入、阳入共7个。

## 南通话主要特点
1、古全浊声母遇塞音、塞擦不分平仄一律送气。而普通话和扬州等地方言（江淮方言洪巢片）仄声不送气。比如在古汉语里面同音不同调的“瓶”“病”和“同”“动”两组字，“瓶”和“同”是平声，普通话就念成“ping”、“tong”，“病”和“动”是去声（属于仄声），普通话就念“bing”、“dong”，和“併（合併的併）”、“冻”同音。但是在南通话里，他们仍然是同音不同调，“病”和“动”也是念成“ping”、“tong”,和“併”“冻”不混。同理，“舅”“就”念成qieu，“毒”念成“toq”，“袋”念成“tae”等等。这可以说是南通话等通泰话最明显的特征。
2、麻开三读a或uo，比如说“车cuo”“遮zuo”“蛇suo”“写xia”“斜qia”“姐jia”等字。
3、咸山摄覃韵以及见组开头一等字也分成an和un两个韵，比如“官gun”“干gun”“卷jyun”“蛋tan”“先xin”“天tin”“欠qin”“现xin”。南通话里“敢gun”和“管gun”同音，而洪巢片（扬州）咸山摄覃韵以及见组开头一等字也读an，所以 敢gaen与管gun不同音。
4、南通方言具有7个声调，除了上声外，其余平去入各分阴阳。而江淮官话洪巢方言一般只有5个声调。 
5、南通方言里残留的吴语词汇要比其他江淮官话多。

## 声韵母目录（崇川区）

### 声母
|      | 双唇 | 唇齿 | 齿龈 | 龈腭 | 颚龈 | 舌根 | 喉 |
| ---- | ---- | ---- | ---- | ---- | ---- | ---- | -- |
| 塞音 | p pʰ |      | t tʰ |      |      | k kʰ | ʔ  |
| 鼻音 | m    |      | n    |      |      | ŋ    |    |
| 擦音 |      | f v  | s    | ɕ    | ʃ    | x    |    |
| 边音 |      |      | l    |      |      |      |    |

颚化齿龈擦音: ɕ ʑ ( [ʑ̩](衣) and [m̩]（姆）可单独成音节)
塞擦音: t͡s,  t͡sʰ, t͡ɕ, t͡ɕʰ, t͡ʃ, t͡ʃʰ
另有零声母音节

### 韵母
南通话有阴声韵母22个，阳声、鼻化韵母18个，入声韵母14个，共54个韵母。
高元音音位/i/, /y/ 有擦化、舌尖化变体。
韵母/ɜ/有儿化变体 /ɜ˞/.
深、臻、曾、梗四摄在南通话中合流，故而南通话有“不分前后鼻音”之说。这一特点也存在于其他通泰方言当中。
|        | 深 | 臻 | 曾 | 梗 |
| ------ | -- | -- | -- | -- |
| 例字   | 沉 | 陈 | 层 | 程 |
| 南通话 | ɛ̃  | ɛ̃  | ɛ̃  | ɛ̃  |
| 泰州话 | əŋ | əŋ | əŋ | əŋ |
| 北京话 | ən | ən | əŋ | əŋ |

### 声调
[一]阴平21、[二]阳平35、[三]上声（清上、次濁上）55、[四]阴去42、[五]阳去（全濁上、濁去）213、[六]陰入42ʔ、[七]阳入55ʔ
| 中古音調類 | 清平      | 濁平     | 清上     | 次濁上   | 全濁上   | 清去     | 濁去     | 清入     | 濁入     |
| ---------- | --------- | -------- | -------- | -------- | -------- | -------- | -------- | -------- | -------- |
| 調名       | [一] 陰平 | [二]陽平 | [三]上聲 | [三]上聲 | [五]陽去 | [四]陰去 | [五]陽去 | [六]陰入 | [七]陽入 |
| 調值       | 21        | 35       | 55       | 55       | 213      | 42       | 213      | 42       | 55       |

濁上歸去，陰入和陰去調值相同，上聲和陽入調值相同。按調值算，共5個聲調。
南通话入声调值阴低阳高, 但阳入后接鼻音、边音、浊擦音、零声母字时, 调值变为21。比如“十五”的“十”，单念调值为55， 后跟一个零声母字“五”时，“十”字变为21调。

## 与普通话的参照
南通话单元音丰富，没有普通话的前响复合元音，而且跟普通话存在象上、中古汉语过渡时期发生的推链高化式的元音大转移(参见朱晓农<元音大转移和元音高化链移> 《民族语文》2005年第1期)，比如普通话ai韵母在南通话里对应的是a韵母；普通话的a韵母，南通话里音位抬高和收拢口型，对应的韵母有oa [ɔ] 和o [o]；普通话里的e [ɤ]和o [o]两个韵母在南通话里对应oe [ʊ]这个韵母，如“屙屎”普通话拼作eshi，南通话拼作oesi，“蹉跎”普通话拼作cuotuo，南通话拼作coetoe；普通话的ei [eɪ]在南通话里对应的是e [e]；普通话的ao [aʊ]在南通话里是eu [ɤ]。
- 中上-----中午
- 节棍－－厉害，来势
- 相公---老公
- 新相公----新郎
- 划边----不上路子
- 堆咳－－瞎说
- 扎登－－长得壮
- 来头丑－－没有礼貌
- 硬吧老翘－－硬的
- tin〔去声〕——剩下
- 困告-----睡觉
- 函----给
- 昼告（ 又寫作晝覺 ）——-午觉
- 里------的
- NGU----我 ,尼----你,脱----他,候----儿子,男子
- 交关,没根----非常
- 弈----贪玩
- 神之悟之----不懂事理,脑子拎不清的
- 活泻冒浓-----瞎说
- 滴子-----放调料的小容器
- PI ZI-------一种碗
- TA,TU-----大
- 烧人-----口渴
- 拉古（哪个）---谁
- 么混、么根－－非常
- 渠整-------指人长得美丽
- 标标－－看一看
- 掐虚－－小便
- 立等火发----马上，等不及了
- 苦四---糟踏
- 兜不清----指话表达不清
- 劳木-----知觉
- 垒垒----绞拌
- 垒丝----吵架
- 来丝----好，不错
- 雾输----感觉不好
- 呀呀乌----捣浆糊，敷衍
- 无立-----小聪明
- 团------坑
- 塌----涂，擦
- 雷兜----话多
- 雷神---吵架
- JALI----知了
- 狠-----聪明
- 猫儿龙---- 一团糟
- 猫儿屎 -----鼻屎
- 猫儿虚------小孩的眼泪
- 窝西----闪电
- 昆----壮
- 中生---畜生
- WUO----抓取
- 灵泛----干净
- 盘谈话 ----- 搬弄是非
- 谈话盘----话多的人
- 为奇 ------ 得意
- 看冷铺 ----- 袖手旁观
- 化生 ---好吃懒做
- 不台海 ----不守规矩
- 脚子----- 沉渣
- 实骨子---实际上
- 勒----- 瞪眼
- WU----戳,钉
- 孩,吭------ 喊
- 了子-----不孝之子
- 咣咣----聊天
- CE(上声)----踩
- 和香---蚯蚓
- 密黑----很黑
- 王亮----很亮
- 假猫日鬼----假装
- 嬉戏---玩玩
- 摸作-----动做慢
- 来丝-----很棒
- 德脚巴天---急死了
- 哈--蟹
- 弄本儿---物体间的空隙
- 活---学
- 火----下
- 肯,哈---身上的污垢
- 朗---希疏
- 肥---打闹嬉戏
- 矿----藏
- QIA------凶
- 杭不住------做不动,吃不消
- PON----浮在水面
- 孟-------密集
- 促烂乌--做事不认真
- NANA----老婆
- 乌子-----傻子
- 次里----痴的
- 当仁子----不应该的
- 不作兴----不吉利的
- 作兴---吉利的,应该的
- SAKU-----舒服，痛快
- 交关---非常
- 料，多---扔
- 假 眩----(假模假样)
- 嚣--- 薄
- 得-----粘
- 先头--- 起先。
- 开年 --- 明年。
- 姿油 ---- 猪油。
- 主科---- 家伙
- 晚娘 ----後母。
- 打和----和XX在一起
- 散妇--- 产妇。
- 写意 --- 舒适。
- 亮月子--- 月亮
- 才先-----刚才
- 裤脚管---- 裤腿。
- BIMI---密秘
- LENG ZI---口吃
- LEI嗓子----高声说话
- HU----撒
- 做生窝---- 干活。
- 做人家---- 节俭；
- 吃生窝---- 挨揍。
- 膝头盘---- 膝盖。
- CEI----吸吮
- 统-----移动
- 哈-----物于物划伤
- 童子--巫师
- H0---贴近
- DV----煨 ,道路 颠簸
- QOK------颠簸
- HO纸---裁纸
- 活泻－瞎说
- 冒生---冷不丁
- 忒为-----故意的
- 旺里旺空－没来由
- KEN（阳平）----推
- 窝---指光一闪闪的
- 晃-----甩
- 新妇---儿媳妇
- 水巾------手帕
- DEN DEN -----待在*地
- 板冠-----木制锅盖
- 靠7连三, 靠事-------思维不清
- 细候----小男生
- 细背锹－－骂小孩
- 纳坎子－－ 骂小孩
- 洋箱子－－ 骂小孩
- 细怂－－骂小年轻
- 推板-----对什么不好,差
- 笃B----骂人
- 带相-----将就

南通话的一些本字
- 箅子bì zi“铫子”，tiězi  ----水壶
- 滗bìq------去汁
- 厾dòq-------扔
- 捅teōn-------移动
- 搭dòq------粘贴
- 渧dì-----水下滴状
- 囥kòn-----藏
- 隑kàe------靠
- 掼kuǎn-----摔
- 繗lín-----缝
- 绗hón-----缝被子
- 膯dên----吃得太饱
- 搨tàq------涂抹
- 氽tēn------浮在水上
- 荡tǒn------漂洗,水在容器里晃荡，
- 佮gôoq------共享
- 揿qìn-----按住
- 掮qián------扛
- 仄zèq------侧身
- 潽pû-------溢出
- 斫zòq.------用力砍
- 轧kòq------拥挤，压
- 赸sân-------追
- 睏kuèn------睡觉
- 睬cāe------理会
- 攀pán-----爬高
- 洇yìn-----渗透
- 鲎hèi----彩虹
- “龁”ha-----啃咬
- 篦子pǐzi----齿很密的梳子
- 甲蠊jiāli-----知了
- 听tìn--------剩
- 歪（HUAI）vâe-----歪斜
- 馓子cānzi------一种油炸食品
- 潵sàn-------漂洗
- 搛 jiân-------用筷子夹物
- 灶马虫zèmō-----蟑螂
- 烀hôo----蒸
- 搳huàq------搧
- 额定ngéqtǐn------肯定
- 觉察gòqcàq------感觉
- 仄zèq------倾斜
- 璺Měn-----缝隙
- 箸笼cǔleōn-----筷子盒子

### 引用
1. ↑  徐铁生. . 第二届国际吴方言学术研讨会论文集. 2001: 343-349.
2. ↑  Ao, B. X. (1993). Phonetics and phonology of Nantong Chinese (Doctoral dissertation, The Ohio State University).
3. ↑  陳信璋. (2009). 南通方言音韻研究. 清華大學語言學研究所學位論文, 1-107.
4. ↑  张璐. (2011). 南通话音韵研究， 苏州大学文学院硕士论文.
5. ↑  顾海洋. (2016). 通泰方言 i, y 擦化研究. 南阳师范学院学报, (5), 31-36.
6. ↑  顾黔. . 中国语文. 1997, (3): 192-201.
7. ↑  顾黔. (1993). 通泰方言声调的历史演变. 南京师大学报: 社会科学版, (2), 80-84.

### 文献
- 鲍明炜，王均 《南通地区方言研究》 江苏教育出版社
- Ao, B. X. (1993). Phonetics and phonology of Nantong Chinese (Doctoral dissertation, The Ohio State University).
- 陈信璋. (2009). 南通方言音韵研究. 清华大学语言学研究所学位论文, 1-107.
- 张璐. (2011). 南通话音韵研究， 苏州大学文学院硕士论文.
- 顾海洋. (2016). 通泰方言 i, y 擦化研究. 南阳师范学院学报, (5), 31-36.
- 顾黔. 通泰方言韵母研究. 中国语文. 1997, (3): 192-201.
- 顾黔. (1993). 通泰方言声调的历史演变. 南京师大学报: 社会科学版, (2), 80-84.
- 徐铁生. 通东方言与金沙方言归属刍议——兼论两种方言的形成及其与南通方言的关系. 第二届国际吴方言学术研讨会论文集. 2001: 343-349.